# توماس هولبین
توماس هولبین (انگلیسی: Thomas Holbein؛ زادهٔ ۶ مارس ۱۹۸۳) بازیکن فوتبال اهل فرانسه است.